# Kromatiska spektralföljden
Inom matematiken är kromatiska spektralföljden, introducerad av Ravenel (1978), en spektralföljd som används till att beräkna den inledande termen av Adams spektralföljd för Brown–Petersonkohomologi, som igen används för att beräkna stabila homotopigrupper av sfärer.